# KBO 리그 출루 관련 기록

## 한 경기 기록

### 한 경기 개인 최다 출루 기록 추이
| 기록 | 선수   | 소속 | 날짜         | 상대 팀 | 구장 | 주석 및 기타                            |
| 5개  | 정보근 | 롯데 | 2023.08.15   | SSG     | 사직 | 3타수 3안타 2사사구                     |
| 5개  | 오윤석 | 롯데 | 2020.10.04   | SSG     | 사직 | 5타수 5안타                             |
| 5개  | 백인천 | MBC  | 1982. 03. 27 | 삼성    | 서울 | 5번 타자(3타수 2안타 3사사구)           |
| 6개  | 장정기 | 삼미 | 1982. 04. 25 | OB      | 춘천 | 5타수 5안타                             |
| 6개  | 이종욱 | NC   | 2016. 05. 28 | KIA     | 광주 | 3안타 3볼넷                             |
| 7개  | 이택근 | 우리 | 2008. 04. 24 | KIA     | 광주 | 6타수 6안타 1볼넷. 연장 12회 KIA 6-7 승 |
| 8개  | 김태완 | 한화 | 2010. 04. 09 | 롯데    | 사직 | 4안타 4볼넷, 연장 12회 한화 15-14 승    |

## 연속 기록

### 연타석 출루
| 순위 | 기록   | 선수        | 소속 | 기간                        | 주석 및 기타 |
| 1    | 13타석 | 이호준      | SK   | 2003년 8월 17일~19일 DH2    | [ 6 ]        |
| 1    | 13타석 | 크루즈      | 한화 | 2007년 4월 18일~22일        | [ 7 ]        |
| 1    | 13타석 | 정훈        | 롯데 | 2014년 5월 30일~6월 1일     | [ 7 ]        |
| 2    | 12타석 | 장성호      | 해태 | 2000년 6월 6일~10일         | [ 6 ]        |
| 2    | 12타석 | 이대호      | 롯데 | 2007년 5월 30일~6월 2일     | [ 7 ]        |
| 2    | 12타석 | 조인성      | 엘지 | 2010년 7월 3일~7일          | [ 7 ]        |
| 3    | 11타석 | 김우근      | 삼미 | 1985년 6월 14일~18일        | [ 7 ]        |
| 3    | 11타석 | 김용철      | 롯데 | 1986년 8월 8일~10일         | [ 6 ]        |
| 3    | 11타석 | 김재걸      | 삼성 | 1995년 7월 5일~8일 DH2      | [ 6 ]        |
| 3    | 11타석 | 타이론 우즈 | 두산 | 2000년 4월 29일~ 5월 2일    | [ 6 ]        |
| 3    | 11타석 | 심정수      | 현대 | 2003년 4월 30일 DH1~5월 1일 | [ 6 ]        |
| 3    | 11타석 | 심정수      | 현대 | 2003년 9월 17일~20일        | [ 7 ]        |
| 3    | 11타석 | 이재원      | SSG  | 2021년 6월 24일~26일        |              |

### 연타석 출루 기록 추이
| 기록   | 선수   | 팀   | 첫 출루                         | 연속 출루                                  | 연속 출루 실패 | 주석 및 기타 |
| 11타석 | 김용철 | 롯데 | 1986년 8월 8일 OB 전 3번째 타석 | - 8월 10일 삼성 전 4번째 타석(3경기째)     |                |              |
| 12타석 | 장성호 | 해태 | 2000년 6월 6일 광주 삼성 전     | - 6월 10일 잠실 두산 전 첫 타석 (1점 홈런) |                | [ 6 ]        |
| 13타석 | 정훈   | 롯데 | 2014. 05. 30                    | 06. 01 2B                                  |                | [ 6 ]        |

### 팀 연속 이닝 출루 기록
| 기록   | 팀            | 기간                 | 주석 및 기타 |
| 36이닝 | 롯데 자이언츠 | 2014년 6월 24일~28일 | [ 7 ]        |
| 36이닝 | 삼성 라이온스 | 2015년 5월 10일~15일 | [ 7 ]        |
| 31이닝 | 두산          | 2013년 5월 5일~10일  | [ 7 ]        |

### 연속 경기 출루 기록 추이
| 기록   | 선수        | 소속 | 첫 출루                      | 마지막 연속 출루            | 시즌 최종 출루율             | 주석 및 기타 |
| 58경기 | 이종범      | 해태 | 1996년 7월 28일 무등 현대 전 | 1997년 4월                  | 0.425('96) 0.428('97)        |              |
| 59경기 | 박종호      | 현대 | 2000년 5월 3일 대구 삼성 전  | 2000년 7월 13일 인천 SK 전  | 0.428                        |              |
| 63경기 | 펠릭스 호세 | 롯데 | 2001년 6월 17일 마산 현대 전 | 2006년 4월 8일 시민 삼성 전 | 0.503('01, 역대 최고 출루율) |              |
| 86경기 | 김태균      | 한화 | 2016년 8월 7일 대전 NC 전    | 2017년 6월 3일 대전 SK 전   | 0.475(`16)                   |              |